# Boeotarcha fieldialis
Boeotarcha fieldialis là một loài bướm đêm trong họ Crambidae.